# Вальгуарнера-Каропепе
Вальгуарне́ра-Каропе́пе (итал. Valguarnera Caropepe) — коммуна в Италии, располагается в регионе Сицилия, подчиняется административному центру Энна.
Население составляет 8642 человека, плотность населения составляет 960 чел./км². Занимает площадь 9 км². Почтовый индекс — 94019. Телефонный код — 0935.
Покровителем населённого пункта считается святой Христофор. Праздник ежегодно празднуется 25 августа.